# Rafael Senet Pérez

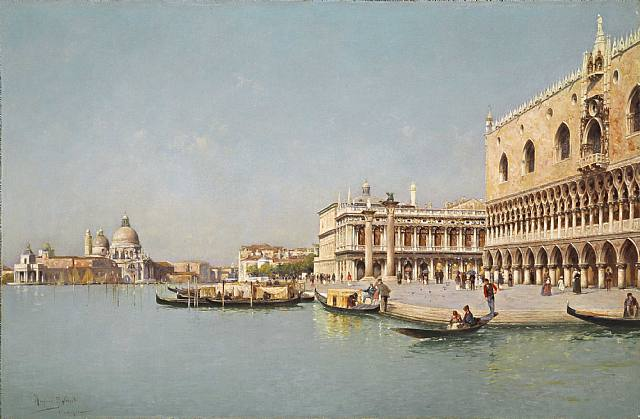
Vista de la plaza de San Marco con Santa Maria della Salute al fondo.

Rafael Senet y Pérez (Sevilla, 1856-ibídem, 1926), fue un pintor y acuarelista español conocido por sus paisajes de Venecia y otros temas costumbristas y orientales.

## Vida
Dio sus primeros pasos en la Escuela de Bellas Artes de Sevilla con  Teodoro Aramburu, Joaquín Domínguez Bécquer y Eduardo Cano. Tras una breve temporada en Madrid, en 1880, y con la ayuda del banquero Ramón de Ibarra, viajó a Roma donde cayó bajo la influencia de José Villegas Cordero. En Italia viajó pintando por el sur de la península y por el Veneto.
Por El regreso de la pesca en Nápoles se le concedió una segunda medalla en la Nacional de Bellas Artes de 1884. Ese mismo año logró igual galardón en la Internacional de Múnich. También estuvo presente en la Exposición del Centro de Acuarelistas de Barcelona y en la Quinta muestra Internacional de Bellas Artes de 1907.

Senet Pérez estuvo vinculado al grupo de paisajistas de Alcalá de Guadaira, liderado por Emilio Sánchez Perrier. Pintor de Venecia, muchas de sus obras están en colecciones particulares inglesas, comercializadas por el marchante londinense Arthur Tooth.

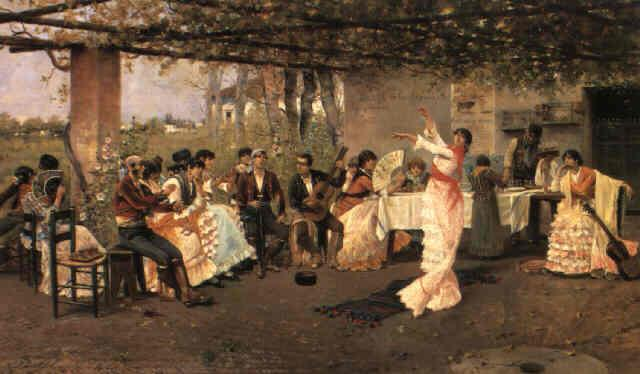
La bailarina de flamenco (1879)